# Andrea Gámiz
Andrea Gámiz (ur. 31 października 1992 w Caracas) – wenezuelska tenisistka.

## Kariera tenisowa
W karierze wygrała trzynaście singlowych i czterdzieści jeden deblowych turniejów rangi ITF. Najwyżej w rankingu WTA była sklasyfikowana na 244. miejscu w singlu (22 maja 2018) oraz na 77. miejscu w deblu (26 czerwca 2023).
W zawodach cyklu WTA Tour Wenezuelka wygrała osiągnęła jeden finał w grze podwójnej. Triumfowała w dwóch turniejach deblowych w cyklu WTA 125 z trzech rozegranych finałów.
Zdobywczyni medali na igrzyskach Ameryki Południowej i igrzyskach Ameryki Środkowej i Karaibów, reprezentantka kraju w rozgrywkach Pucharu Billie Jean King.

## Finały turniejów WTA
| Legenda                     | Legenda |
| --------------------------- | ------- |
| Wielki Szlem                |         |
| Igrzyska olimpijskie        |         |
| WTA Tour Championships      |         |
| 2009 – 2020                 |         |
| WTA Premier Mandatory       |         |
| WTA Premier 5               |         |
| WTA Premier                 |         |
| WTA International Series    |         |
| WTA 125K series (2012–2020) |         |
| od 2021                     |         |
| WTA 1000 (obowiązkowe)      |         |
| WTA 1000 (nieobowiązkowe)   |         |
| WTA 500                     |         |
| WTA 250                     |         |
| WTA 125                     |         |

### Gra podwójna 1 (0–1)
| Końcowy wynik | Nr | Data             | Turniej | Nawierzchnia | Partnerka   | Przeciwniczki                   | Wynik finału   |
| ------------- | -- | ---------------- | ------- | ------------ | ----------- | ------------------------------- | -------------- |
| Finalistka    | 1. | 16 kwietnia 2016 | Bogota  | Ceglana      | Gabriela Cé | Lara Arruabarrena Tatjana Maria | 2:6, 6:4, 8–10 |

## Finały turniejów WTA 125

### Gra podwójna 3 (2–1)
| Końcowy wynik | Nr | Data             | Turniej         | Nawierzchnia | Partnerka      | Przeciwniczki                         | Wynik finału |
| ------------- | -- | ---------------- | --------------- | ------------ | -------------- | ------------------------------------- | ------------ |
| Finalistka    | 1. | 11 września 2022 | Bari            | Ceglana      | Eva Vedder     | Elisabetta Cocciaretto Olga Danilović | 2:6, 3:6     |
| Zwyciężczyni  | 1. | 17 września 2022 | Bukareszt       | Ceglana      | Aliona Bolsova | Réka Luca Jani Panna Udvardy          | 7:5, 6:3     |
| Zwyciężczyni  | 2. | 2 kwietnia 2023  | San Luis Potosí | Ceglana      | Aliona Bolsova | Oksana Kalasznikowa Katarzyna Piter   | 7:6(5), 6:4  |

## Wygrane turnieje rangi ITF
| turnieje z pulą nagród 100 000 $ |
| turnieje z pulą nagród 75 000 $  |
| turnieje z pulą nagród 50 000 $  |
| turnieje z pulą nagród 25 000 $  |
| turnieje z pulą nagród 15 000 $  |
| turnieje z pulą nagród 10 000 $  |

### Gra pojedyncza
|     | Data       | Turniej        | ($)    | Naw.   | Finalistka             | Wynik            |
| 1.  | 14/12/2009 | Quito          | 10 000 | ziemna | Marie Elise Casares    | 6:1, 6:3         |
| 2.  | 20/09/2010 | Caracas        | 10 000 | twarda | Adriana Pérez          | 1:6, 6:4, 7:5    |
| 3.  | 12/12/2010 | Benicarló      | 10 000 | ziemna | Anastasia Grymalska    | 3:6, 6:2, 6:4    |
| 4.  | 28/10/2013 | Benicarló      | 10 000 | ziemna | Jade Suvrijn           | 6:2, 6:0         |
| 5.  | 02/06/2014 | Al-Marsa       | 25 000 | ziemna | Tereza Mrdeža          | 3:6, 6:0, 6:4    |
| 6.  | 29/09/2014 | La Vall d’Uixó | 10 000 | ziemna | Lucia Cervera-Vazquez  | 6:1, 3:6, 6:3    |
| 7.  | 27/10/2014 | Benicarló      | 10 000 | ziemna | Alexandra Nancarrow    | 6:3, 6:1         |
| 8.  | 21/08/2016 | Las Palmas     | 10 000 | ziemna | Emily Arbuthnott       | 6:1, 6:1         |
| 9.  | 13/11/2016 | Vinaròs        | 10 000 | ziemna | Jessika Ponchet        | 1:6, 6:1, 6:4    |
| 10. | 20/03/2017 | Hammamet       | 10 000 | ziemna | Jade Suvrijn           | 6:1, 6:3         |
| 11. | 27/03/2017 | Hammamet       | 10 000 | ziemna | Yvonne Cavallé Reimers | 6:2, 6:1         |
| 12. | 24/09/2017 | Pula           | 25 000 | ziemna | Tereza Mrdeža          | 5:7, 7:5, 6:2    |
| 13. | 23/02/2020 | Cancún         | 15 000 | twarda | Carolina Alves         | 6:7(5), 7:5, 6:0 |